# 101-й тяжёлый танковый батальон СС
101-й тяжёлый танковый батальон СС (нем. Schwere SS-Panzer-Abteilung 101) — тактическое формирование  войск СС нацистской Германии периода Второй мировой войны. Батальон был оснащён тяжёлыми танками Тигр I и входил в состав 1-го танкового корпуса СС. После получения новых танков типа Королевский Тигр был переименован в 501-й тяжёлый танковый батальон СС (Schwere SS-Panzerabteilung 501).

## История
101-й тяжёлый танковый батальон был создан 19 июля 1943, как часть 1-го танкового корпуса СС, путём формирования двух новых тяжёлых танковых рот, состоящих из тяжёлых танков Pz.Kpfw.VI «Тигр», и присоединения 13-й (тяжёлой) роты танкового полка моторизованной дивизии СС «Лейбштандарт СС Адольф Гитлер». Он был придан дивизии СС «Лейбштандарт СС Адольф Гитлер» и отправлен в Италию 23 августа 1943 года, где он оставался до середины октября. Затем 1-я и 2-я роты были отправлены на Восточный фронт, в то время как другая часть подразделения осталась на западе.
Возвратившись из Европы в Россию, дивизия вместе с батальоном участвовала в боях в нижнем течении Днепра до марта 1944 года. Весной 1944 года 101-й батальон тяжёлых танков СС в полном составе был сосредоточен на территории Франции. Батальон был оснащён танками «Тигр I» с новой командирской башенкой, циммеритом и катками с внутренней амортизацией. Танки несли стандартный трёхцветный камуфляж и эмблему 1-го танкового корпуса СС на лобовой плите. Эта эмблема была очень похожа на эмблему дивизии «Лейбштандарт СС Адольф Гитлер» и символизировала преемственность между этими соединениями. Она представляла собой два скрещенных ключа на щите, тогда как эмблема 1-й танковой дивизии СС — один ключ на щите. «Тигры» 1-й и 3-й рот несли эмблемы на левой, а 2-й — на правой стороне лобовой плиты корпуса танка.
Из-за ожидаемого вторжения союзников в Западную Европу, элементы батальона были отправлены на запад в апреле 1944 года. С 1 июня 1944 батальон находился недалеко от Бове, на северо-западе от Парижа. С его 45 «Тигров», 37 были в рабочем состоянии и ещё 8 были в ремонте. С высадкой союзников 6 июня под англо-американскими бомбёжками 101-й тяжёлый танковый батальон СС был передислоцирован в Нормандию, куда он прибыл 12 июня. Ещё не вступив в бой, из-за действий вражеской авиации 2-я рота понесла потери и сократилась до шести «Тигров». Во время боёв в Нормандии 101-й батальон был придан 12-й танковой дивизии СС «Гитлерюгенд» и понёс очень тяжёлые потери. До 5 июля батальон потерял 15 из 45 своих «Тигров», в том числе в бою у Виллер-Бокажа.
В это время излишки рабочего экипажа подразделения начали оснащаться новыми тяжёлыми танками «Королевский тигр». До 7 августа 101-й батальон покинул Нормандию с 25 Тиграми, из которых 21 был в рабочем состоянии. 8 августа 1944 три из семи их Тигров, что предприняли контратаку вблизи Сент-Эньян-де-Крамениль, были уничтоженными британскими «Шерман Файрфлай», и ещё два были уничтожены 27-м канадским бронетанковым полком (27th Canadian Armoured Regiment), убив при этом временного командира батальона знаменитого танкиста-аса Михаэля Виттмана. Батальон потерял практически все свои Тигры в Фалезском котле и дальнейшем отступлении немцев из Франции.
9 сентября остаткам подразделения было приказано отдыхать и перевооружиться новыми танками «Королевский Тигр». С этим изменением он был переименован в 501-й тяжёлый танковый батальон СС. 3 ноября планировалось оснастить 3-ю роту батальона самоходными артиллерийскими установками класса истребителей танков «Ягдтигр», но на следующий день эти планы были отменены. Он принимал участие в Арденнском наступлении, потом — в боях в Венгрии. До 15 марта в батальоне оставалось 32 танка, из которых 8 были в рабочем состоянии. Танки «Тигр II» 501-го батальона СС были покрыты циммеритом и несли трёхцветный камуфляж. Эмблема 1-го танкового корпуса СС была нанесена слева от пулемёта на лобовой плите корпуса. Трёхзначные башенные номера были жёлтого цвета. 501-й тяжёлый танковый батальон СС закончил свой боевой путь в Австрии в апреле 1945 года.

## Местонахождение
- август — октябрь 1943 (Италия)
- октябрь 1943 — апрель 1944 (СССР)
- апрель — сентябрь 1944 (Франция)
- сентябрь — декабрь 1944 (Германия)
- декабрь 1944 — январь 1945 (Арденны)
- февраль — апрель 1945 (Венгрия)
- апрель — май 1945 (Австрия)

## Командиры
- штурмбаннфюрер СС Хайнц фон Вестернхаген (19 июля — 8 ноября 1943)
- оберштурмбаннфюрер СС Карл Лайнер (8 ноября 1943 — 13 февраля 1944)
- оберштурмбаннфюрер СС Хайнц фон Вестернхаген (13 февраля 1944 — 19 марта 1945)
- штурмбаннфюрер СС Генрих Клинг (19 марта — 8 мая 1945)

## Награждённые высшими наградами

### Награждённые Германским крестом в золоте
По результатам боёв трое военнослужащих батальона стали кавалерами Германского креста в золоте.
- Вольфганг Рабе — 14 ноября 1944 — гауптштурмфюрер СС, командир 3-й роты 101-го тяжёлого танкового батальона СС;
- Юрген Брандт — 13 января 1945 — обершарфюрер СС, командир взвода 1-й роты 501-го тяжёлого танкового батальона СС;
- Томас Амсельгрубер — 14 февраля 1945 — унтерштурмфюрер СС, командир взвода 3-й роты 501-го тяжёлого танкового батальона СС.

### Награждённые Почётной пряжкой на ленте для войск СС
Также один офицер батальона стал кавалером Почётной пряжки на ленте для войск СС.
- Йоханнес Филипсен — 15 августа 1944 — оберштурмфюрер СС, командир 1-й роты 101-го тяжёлого танкового батальона СС.

### Награждённые Рыцарским крестом Железного креста с Дубовыми листьями и Мечами
- Михаэль Виттман (№ 71) — 22 июня 1944 — оберштурмфюрер СС, командир 2-й роты 101-го тяжёлого танкового батальона СС.